# Thomandersia hensii
Thomandersia hensii, manje drvo ili grm iz kišnih šuma Konga, Gabona i DR Konga, Kameruna, Ekvatorijalne Gvineje, Nigerije i Cabinde.
Deblo odrasle jedinke može doseći promjer od 14 cm. Listovi na dugim peteljkama su veliki, jednostavni i nasuprotni, često je jedan u svakom paru listova manji od drugog.

## Vanjske poveznice
- JSTOR